# Гоен-Пріц
Гоен-Пріц (нім. Hohen Pritz) — громада в Німеччині, розташована в землі Мекленбург-Передня Померанія. Входить до складу району Людвігслуст-Пархім. Складова частина об'єднання громад Штернбергер-Зенландшафт.
Площа — 23,77 км2. Населення становить 357 ос. (станом на 31 грудня 2020).